# メタルダンジョン
メタルダンジョンはパンサーソフトウェアから2002年に発売されたXbox用の迷宮探索型ロールプレイングゲームである。

## ゲーム内容
「リーインフォーサー」と呼ばれるサイボーグ5人のパーティーを作ってローグライクなダンジョンに挑み、最下層で復活しようとしている魔神を倒す。
戦闘はリアルタイムである。

## キャラクターのタイプ
キャラクター作成時に選べる「ベースタイプ」と、専用アイテムが必要な「スペシャルタイプ」がある。
フェンサー
武器を使った攻撃を得意とする戦士系のベースタイプ。
ストライカー
肉弾攻撃を得意とする格闘系のベースタイプ。
キャスター
呪文を得意とする魔術師系のベースタイプ。
アナライザー
情報の収集/解析を得意として銃での攻撃も行う支援系のベースタイプ。
ブローダー
汎用系のベースタイプ
グラディエイター
フェンサーとストライカーの特長を併せ持つスペシャルタイプ。
スペルファイター
フェンサーとキャスターの特長を併せ持つスペシャルタイプ。
アーツレンジャー
ストライカーとアナライザーの特長を併せ持つスペシャルタイプ。
セージ
キャスターとアナライザーの特長を併せ持つスペシャルタイプ。
スーパーブローダー
ブローダーの上位版のスペシャルタイプ。

## キャラクターの強化
キャラクターはサイボーグであるため、レベルアップは身体機能を改造して機能パラメータを上昇させることによって行う。
「強化ユニット」の装着で機能パラメータを上昇させることもできる。
また、呪文の使用には「スペルチップ」の搭載が必要で、キャラクターの重量制限を超えて搭載することはできない。

## 敵
敵は、魔獣や妖魔を改造した「ウェポニックモンスター」である。
最下層に封印されている魔神もまた、強大な魔力を持つ大妖魔を改造した「ウェポニックモンスター」である。